# Neutopia
Neutopia (ニュートピア?, Nyūtopia) è videogioco in stile avventura dinamica con prospettiva dall'alto sviluppato da Hudson Soft e pubblicato originariamente per PC Engine in Giappone il 17 novembre 1989. L'anno successivo venne distribuito in Nord America per la console della compagnia NEC TurboGrafx-16. Nel 2007 fu portato nella Virtual Console Wii ed il 16 aprile 2014 nella Wii U nipponica, mentre una versione per PlayStation Network venne messa in commercio nel 2010 in Giappone e nel 2011 in Nord America. Il gioco si svolge nel regno di Neutopia, dove il malvagio demone Dirth ha catturato la principessa Aurora e ha rubato gli otto antichi medaglioni che contengono la saggezza ed il potere necessari per mantenere la pace e la prosperità in tutta la terra. Spetta al protagonista Jazeta recuperarli, per sconfiggere Dirth, salvare Aurora e tutta Neutopia.
Neutopia è ampiamente considerato un clone del ben più celebre videogioco di Nintendo The Legend of Zelda, del quale ricalca quasi ogni aspetto, dalle meccaniche di gioco all'ambientazione. Molti critici lo hanno comunque lodato per aver apportato notevoli miglioramenti rispetto all'opera di Shigeru Miyamoto, sebbene non possa essergli superiore per via di varie carenze, come lunghe password, un gameplay ripetitivo ed una scarsa rilevazione delle collisioni. Nel complesso però, lo hanno definito uno dei migliori prodotti del suo genere e uno dei migliori nel catalogo del TurboGrafx-16. Ne venne realizzato un seguito nel 1991,  Neutopia II, in cui Jazeta scompare nel nulla e suo figlio si mette alla sua ricerca.

## Trama
Il videogioco è ambientato in un lontano passato nella terra di Neutopia, prospera e pacifica, dove i suoi abitanti adoravano un Sacro Santuario e venivano protetti dalla principessa Aurora. Era diviso in quattro aree confinanti chiamate "sfere" (terra, sottoterra, mare e cielo) e la pace millenaria era garantita dall'aiuto di otto medaglioni spirituali controllati dalla principessa. Un Castello del Clima venne costruito come simbolo di tutta la loro ricchezza. Ognuno dei medaglioni rappresentava i poteri di uno degli antenati fondatori di Neutopia, che in passato trasformarono in pietra il malvagio demone Dirth, senza però distruggerne l'anime.
Una notte, Dirth ricomparve ed attaccò Neutopia, scagliando i suoi eserciti di demoni per tutto il territorio ed imprigionando Aurora nel Castello del Clima, divenuta la sua reggia. Prese anche gli otto medaglioni, con l'intenzioni di sfruttarli per i suoi malvagi scopi; nascondendoli però nelle quattro "sfere" all'interno di cripte.
Un giovane guerriero di nome Jazeta arriva al Sacro Santuario, dove gli viene consegnata una "bussola incantata" che «ha la forza dei medaglioni» e può guidarlo da loro. Gli viene anche detto che erediterà la saggezza degli antenati e vincerà l'amore della principessa se uscirà vittorioso dallo scontro con Dirth. Parte quindi all'avventura, correndo mille pericoli e rischiando la morte per riportare la serenità perduta a Neutopia.

## Modalità di gioco

Una schermata di gioco. Jazeta è il guerriero all'estrema sinistra.

Neutopia è, come detto, un videogioco d'avventura che adotta la stessa prospettiva dall'alto e la stessa esplorazione labirintica di The Legend of Zelda. Il giocatore veste i panni di Jazeta ed il suo obiettivo è quello di sconfiggere Dirth e salvare la principessa Aurora. Per far ciò, egli deve prima recuperare i medaglioni degli antenati fondatori, nascosti nei quattro livelli di gioco identificati con le regioni chiamate "sfere" del regno e custoditi da dei boss. Una volta presi tutti ed otto, ha finalmente accesso al Polo Nord, dove il malvagio demone risiede. 
Il giocatore può far muovere Jazeta in qualsiasi direzione semplicemente utilizzando con il pad di controllo e farlo attaccare con le sue armi o con oggetti che può raccogliere per l'ambiente. Può anche scorrere i messaggi o accedere alla schermata di stato con il controller, nella quale può scegliere quale strumento usare, vedere in quale direzione deve andare seguendo la "bussola incantata" (che suonerà come un allarme quando sarà vicino ad una cripta o ad un medaglione) e la mappa della cripta nella quale è entrato, a condizione che abbia però prima raccolto la Sfera di Cristallo al suo interno. Durante la partita, nella parte superiore dello schermo sono costantemente visualizzati i punti ferita, le armi che attualmente possiede e le quantità di oro e bombe rimanenti. Nella schermata di stato.
Durante la partita, il giocatore può raccogliere informazioni dagli altri personaggi non giocanti, molti dei quali si trovano nascosti nelle caverne di tutto il mondo (e potranno essere scoperti soltanto compiendo determinate azioni, come bruciare barriere con il fuoco, far esplodere muri con bombe, o spingere alcune rocce). Oltre all'arma principale, una spada, Jazeta può anche usare altri oggetti sparsi nel gioco, come la "canna da fuoco", che lancia palle infuocate la cui forza e la cui portata dipendono dal suo livello di salute, il "muschio di luna", che può illuminare le stanze buie, la "goccia dell'arcobaleno", che gli permette di attraversare piccoli interstizi, le "scarpe da falco", che gli danno maggiore velocità, la medicina, che ricarica la sua energia vitale, anelli magici, che indeboliscono i mostri più forti, le clessidre, che fermano temporaneamente i nemici, e delle ali che possono riportarlo nel luogo in cui ha ricevuto una password. 
L'eroe protagonista può anche ottenere potenziamenti per la spada, lo scudo e l'armatura, che possono aumentare di attacco e di difesa contro i proiettili e far diminuire il danno nemico. I nemici principali sono goblin, pesci sputafuoco, rocce finte, fantasmi e cavalieri rampanti.
Ogniqualvolta Jazeta recupera un medaglione degli antenati o trova un monaco per le "sfere", la sua barra della vita aumenta di un'unità Essa invece cala quando il personaggio viene colpito e, una volta esauritasi del tutto, si ha il game over. Tuttavia, e a condizione che si abbia prima raccolto il "Libro della Resurrezione", il giocatore può sempre scegliere di continuare e ricominciare da uno qualunque dei luoghi dei quali possiede la password, anche dopo che la console è stata spenta e poi riaccesa. Inoltre, per i possessori di TurboGrafx-CD o TurboBooster-Plus, c'è la possibilità di salvare i propri progressi nella RAM nel "File Cabinet": negli stessi luoghi in cui vengono distribuite le parole chiave infatti, essi possono salvare il gioco in uno dei quattro slot disponibili, sempre sovrascrivibili con un nuovo file.

## Sviluppo
Neutopia venne sviluppato da Hudson Soft e venne inizialmente distribuito nel solo Giappone il 17 novembre 1989 per il PC Engine per poi venire esportato anche in Nord America nel 1990 per la console della NEC TurboGrafx-16. Venne pubblicizzato nelle riviste specializzate Electronic Gaming Monthly e GamePro, che lo descrisse brevemente nel maggio dello stesso anno come «tipo un gioco di ruolo di magia e mostri» A giugno invece TurboPlay ne pubblicò una guida strategica completa nel suo primo numero. Venne reso disponibile (assieme a Super Metroid e Shinobi III: Return of the Ninja Master) sul servizio Virtual Console della Wii prima in Giappone il primo maggio del 2007, e poi rispettivamente in Nord America ed in Europa il 20 ed il 24 agosto. Venne eseguita la stessa operazione (in Giappone il 16 giugno 2010, mentre in Nord America il 14 aprile 2011) anche per il PlayStation Network, estesa a tutti gli altri titoli per TurboGrafx-16 realizzati dalla Hudson Soft
Infine, un ennesimo porting venne effettuato per Wii U nel 2014 in Giappone ed il 2 marzo 2017 negli Stati Uniti, circa nello stesso periodo del lancio della Nintendo Switch e The Legend of Zelda: Breath of the Wild.

## Accoglienza
| Testata       | Giudizio |
| ------------- | -------- |
| Game Informer | 8.5/10   |
| GameSpot      | 7.0/10   |
| IGN           | 7.5/10   |
| Nintendo Life | 8.0/10   |
| Power Play    | 81/100   |
| Defunct Games | 70%      |

Dalla sua uscita, Neutopia è stato spesso considerato dal pubblico un clone di The Legend of Zelda del 1986. Infatti la recensione della versione per PC Engine di Martin Gaksch del febbraio 1990, per il magazine tedesco Power Play, lo definì «Zelda sul PC-Engine», aggiungendo che le «differenze tra Zelda e Neutopia devono essere trovate col microscopio elettronico». La grafica, la musica ed il gameplay vennero ritenuti buoni e le uniche cose che impedivano all'opera della Hudson Soft di essere superiore a quella di Nintendo erano il sistema di password a 24 caratteri e il testo, solo in giapponese.
Con i porting per Virtual Console, il videogioco venne riscoperto da numerosi siti web specializzati ed anche loro, analizzandolo, lo paragonarono a The Legend of Zelda. 
Adam Romano di Defunct Games notò per esempio che tra la sua uscita e quella di The Legend of Zelda: A Link to the Past intercorrono soltanto due anni e disse che «[gli sviluppatori di Hudson Soft] hanno tenuto il passo con o erano effettivamente in anticipo rispetto alla curva di Nintendo». Definì originali il gameplay e gli sfondi e «l'arma della canna da fuoco [...] particolarmente divertente da impugnare», ma le esplorazioni ripetitive e frustranti, le battaglie con i boss noiose, le password lunghe (per coloro che non possiedono un TurboGrafx) e diversi «momenti di grattacapo», che includono riferimenti al Giudaismo e all'Islam e citazioni da Star Wars. Marcel van Duyn di Nintendo Life mise in parallelo le opere, constatando molte similitudini tra le due: in entrambi ci sono otto dungeon e medaglioni, la necessità di far saltare in aria muri o di bruciare cespugli per scoprire dei segreti, le mappe delle zone sotterranee e la necessità di spingere i blocchi per scoprire scale e passaggi. La canna da fuoco, l'abilità di mutare con le ali e un livello di difficoltà inferiore rimangono comunque fattori di originalità che contraddistinguono Neutopia, che quindi, «sebbene copi  Zelda , potrebbe essere migliore in quanto ha aggiunto funzionalità aggiuntive che lo distinguono». Tony Pierce di Destructoid comparò la copia di The Legend of Zelda a quella di Kung-Fu Master,  China Warrior, affermando però che il brand della Nintendo ebbe numerosi altri cloni, molto meno originali, come Crusader of Centy e Alundra, rispettivamente per il Sega Genesis e PlayStation.
Scrivendo per GameSpot, Austin Shau recensì Neutopia nel novembre 2007 ed affermò che era «veloce e diretto» ma anche più lineare, «a differenza di Zelda». Lo elogiò per la sua varietà d'ambienti, che «aiuta a combattere la monotonia», ma notò che la grafica stessa peccava di dettagli. Criticò anche l'apparato sonoro, definendo la colonna sonora una serie di brani fatti con «strumenti da grattuggiamento», sottolineando la bassa qualità del chip audio del TurboGrafx-16. Lucas Thomas di IGN chiamò Neutopia «uno dei più spudorati cloni di Legend of Zelda mai creati» in quasi ogni aspetto, apprezzando anch'egli la canna da fuoco,  «diversa da qualsiasi arma che il Link a 8 bit abbia mai brandito», la grafica pulita e nitida e una colonna sonora di buona qualità. Il difetto stava invece nel fatto che il prodotto, a differenza di quello di Shigeru Miyamoto, ha dato scarsa importanza alle collisioni, che possono arrecare ulteriori danni a Jazeta, far diminuire la potenza della canna del fuoco e portare al fastidioso "beeping sound", che tra l'altro era presente in The Legend of Zelda. In generale però, «Neutopia è una buona gioco per TurboGrafx-16 che ha meritato tutte le lodi che ha ricevuto».